# Biševo (Czarnogóra)
Biševo (cyr. Бишево) – wieś w Czarnogórze, w gminie Rožaje. W 2011 roku liczyła 443 mieszkańców.